# Willow (Wisconsin)
Willow – miasto w Stanach Zjednoczonych, w stanie Wisconsin, w hrabstwie Richland.